# Коефіцієнт подібності
Коефіцієнт подібності — безрозмірний показник, який застосовується в біології для визначення ступеню подібності видового складу двох рослинних угруповань або зооценозів. Дотепер розроблено багато коефіцієнтів подібності:
- Коефіцієнт Жаккара: {\displaystyle K_{J}={\frac {c}{a+b-c}}}, де а — кількість видів на першій дослідній ділянці, b — кількість видів на другій дослідній ділянці, с — кількість видів, які є спільними для 1 і 2 площ.

- Коефіцієнт Соренсена: {\displaystyle K_{S}={\frac {2c}{a+b}}}, позначення ті ж.

- Коефіцієнт Брея-Кертіса: {\displaystyle K_{B}={\frac {a+b-c}{a+b}}={\frac {w}{a+b}}}, де w — кількість видів, специфічних для дослідних ділянок 1 і 2, решта позначень ті ж.

- Коефіцієнт Танімото: {\displaystyle T(A,B)={\frac {N_{c}}{N_{a}+N_{b}-N_{c}}}}, де Т(A,B) — коефіцієнт Танімото — коефіцієнт схожості множин А та В; {\displaystyle N_{a}} — кількість елементів у множині A; {\displaystyle N_{b}} — кількість елементів у множині B; {\displaystyle N_{c}} — кількість спільних для множин A і B елементів. T набуває значень від 0 до 1. Чим ближче значення Т до 1, тим більш схожі множини.

Коефіцієнт Брея-Кертіса прямо пов'язаний з коефіцієнтом Соренсена через співвідношення:{\displaystyle K_{B}=1-K_{S}}
Якщо коефіцієнт подібності дорівнює 1, то дві спільноти є абсолютно схожими, якщо 0, то абсолютно несхожими за видовим складом.
| Статистика | Це незавершена стаття зі статистики. Ви можете допомогти проєкту, виправивши або дописавши її. |